# Maškův mlýn
Maškův mlýn (Brejchův, Dolejší, Špačkův, Zadní) je vodní mlýn v Praze 5-Zadní Kopanině, který stojí na Radotínském potoce. Je chráněn jako nemovitá kulturní památka České republiky s uvedením „Ohroženo“.

## Historie
Vodní mlýn je poprvé zmíněn zápisem v Gruntovní knize ještě před rokem 1618, kde jsou v Zadní Kopanině uvedeny dva mlýny, na kterých mlel Jan Brejcha. Mlýn postavila vrchnost, která na něm měla právo podací, dosazovala a schvalovala mlynáře, vybírala od nich pachtovné a ukládala jim povinnosti. Mlynářské rody se zde střídaly. 22. listopadu 1904 jej koupil Antonín Mašek z mlýna pod Lochkovem, jehož potomci ve mlýně mleli do července 1952, kdy byl provoz zastaven.
Mlýn byl několikrát přestavován a rozšiřován. Roku 1665 byla postavena mlýnská budova z kamenných kvádrů, přestavěn byl v roce 1846 a roku 1910 rekonstruován s přistavěním pekárny.
Koncem 20. století se dostal do havarijního stavu, na přelomu let 2010 a 2011 se zřítila část střechy mlýnské budovy a do interiéru zatékalo. Dřevěné konstrukce a části mlýnského zařízení byly napadeny dřevokaznými houbami a plísní. V roce 2012 byla provedena částečná oprava zřícené střechy.

## Popis
Mlýn stojí mezi průjezdní silnicí a potokem a tvoří jej jednotlivé budovy postavené po obvodu dvora. Na východní straně stojí nejstarší budova mlýna s přízemním přístavkem pekárny č.p. 7, na severní straně obytná budova č.p. 30, na východní straně stodola a na jižní kolna.

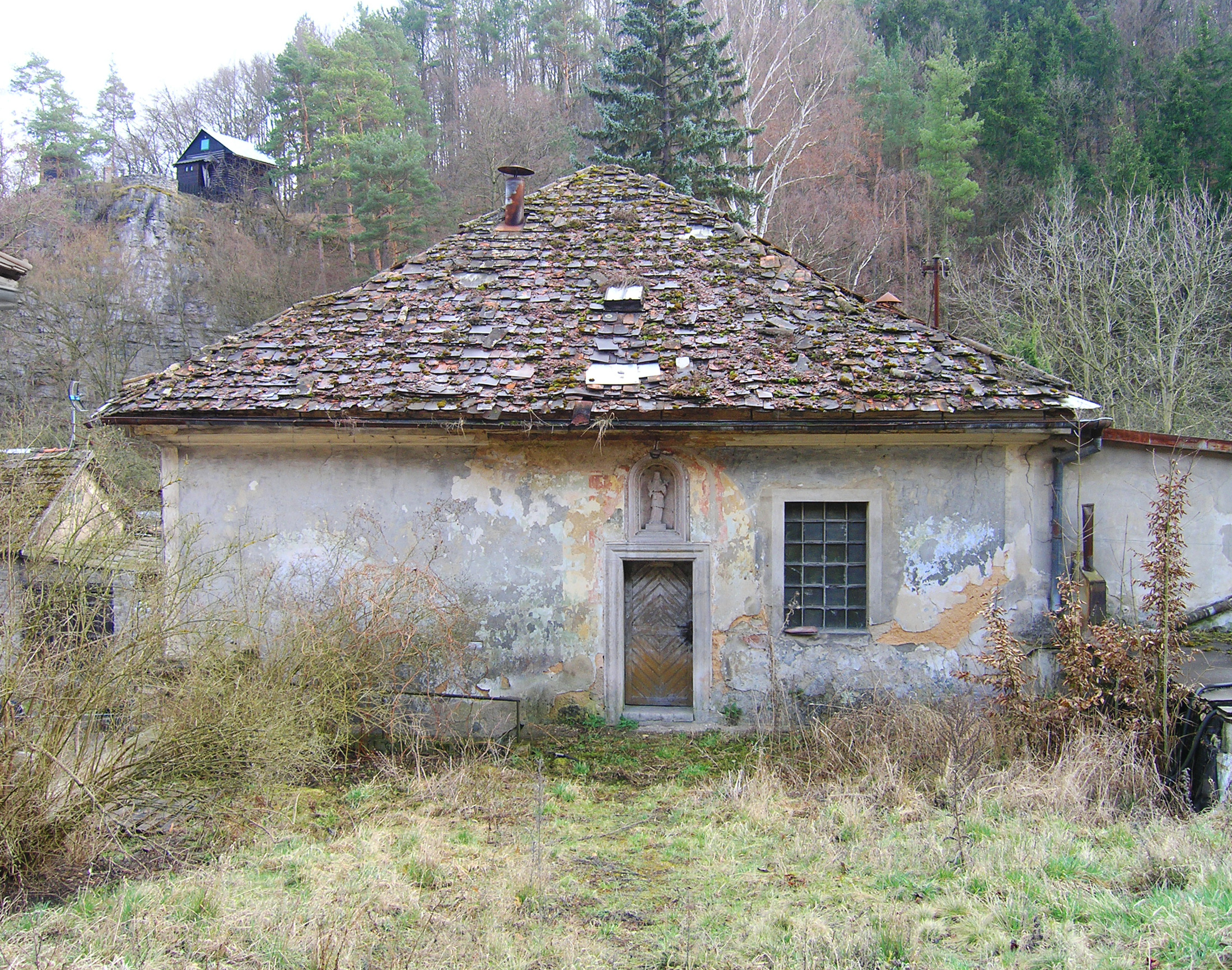
mlýnice se sochou sv. Jana Nepomuckého

Mlýnská budova je patrová stavba na obdélném půdorysu, která má zdi v přízemí silné 90 cm a v patře 70 cm a původně obsahovala tři vodní kola. Valbová střecha je kryta dvojitou bobrovkovou krytinou a její krovy mají stojaté stolice. Vstupní portál má půlkruhový záklenek a je mramorový; nese vyrytá data 1804, 1846, 1935 (1939?) a 1944. Vstup na úrovni průjezdní komunikace je přímo do patra. Vstupní portál je mramorový, profilovaný a je doplněn nikou s mramorovou sochou svatého Jana Nepomuckého datovanou rokem 1859. V obou podlažích je k jihu orientovaná světnice. Zachované je dřevěné přepatrování a strojní zařízení. V severovýchodním nároží je vezděn mramorový zdobený patník. Podél západní fasády přiléhá k mlýnici novodobá přízemní obdélná přístavba pekárny z roku 1910, která má zachované strojní zařízení.

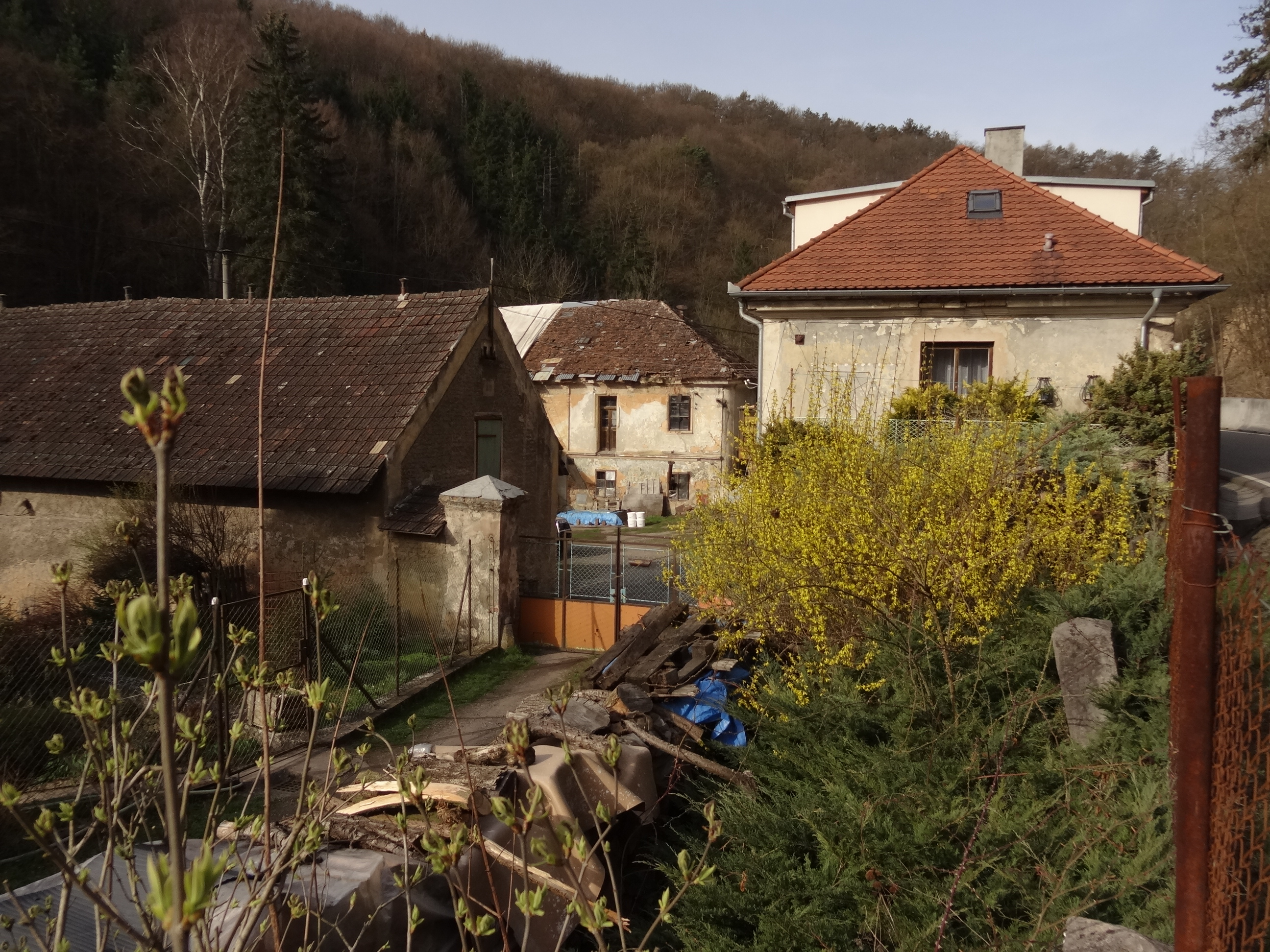
vjezd do dvora

Obytná budova na obdélném půdorysu stojí při silnici, ze které se jeví jako přízemní, ze dvora je patrová; na východní straně má balkon. Patro je sedmiosé. Tři vstupy v přízemí mají dochovaná kamenná ostění; dva ze vstupů jsou s nadsvětlíkem. Přízemí je klenuto segmentovou valenou klenbou, patro je plochostropé. Valbová střecha je kryta bobrovkami. Pod terénem přiléhá k domu na východní straně sklep.
Na dvoumlatovou stodolu z jihu navazuje kolna s přístavkem; na štítu je uveden rok 1913. Fasády stodoly jsou rozčleněny na hrubozrnná pole a hlazené rámy. Otvory pro vrata jsou na dvorní straně nestejně vysoké a široké. Sedlová střecha je kryta pálenou krytinou. Uvnitř stodoly jsou dochované dřevěné stropní konstrukce a chlívky. Kolna i konstrukce přístavku jsou součástí stavby stodoly a mají jednotné architektonické řešení. Vjezd do dvora severně od stodoly má zděné pilíře s ochrannými patníky.
Voda je k mlýnu vedena náhonem přes rybník a malý mlýnský jez a odtokovým kanálem se vrací zpět do potoka. Rybníček, ze kterého vede voda náhonem na mlýn, je napájen Radotínským a Mlýnským potokem. V roce 1930 měl mlýn jedno kolo na vrchní vodu, spád 5,11 metru a výkon 5,3 HP.